# Nothotrichia
Nothotrichia is een geslacht van schietmotten uit de familie Hydroptilidae.

## Soorten
Deze lijst van 5 stuks is mogelijk niet compleet.
- N. cautinensis OS Flint, 1983
- N. illiesi OS Flint, 1967
- N. munozi RW Holzenthal & SC Harris, 2002
- N. shasta SC Harris & BJ Armitage, 1997
- N. tupi RW Holzenthal & SC Harris, 2002